# Зернешть
Зернешть, Зернешті (рум. Zărnești) — місто у повіті Брашов в Румунії. Адміністративно місту також підпорядковане село Тохану-Ноу (населення 1411 осіб, 2002 рік).
Місто розташоване на відстані 139 км на північний захід від Бухареста, 23 км на південний захід від Брашова.

## Населення
За даними перепису населення 2002 року у місті проживали 25 299 осіб.
Національний склад населення міста:
| Національність   | Кількість осіб | Відсоток |
| ---------------- | -------------- | -------- |
| румуни           | 23861          | 94,3%    |
| цигани           | 879            | 3,5%     |
| угорці           | 493            | 1,9%     |
| німці            | 51             | 0,2%     |
| росіяни-липовани | 5              | < 0,1%   |
| італійці         | 5              | < 0,1%   |
| українці         | 1              | < 0,1%   |
| серби            | 1              | < 0,1%   |
| хорвати          | 1              | < 0,1%   |
| поляки           | 1              | < 0,1%   |

Рідною мовою назвали:
| Мова       | Кількість осіб | Відсоток |
| ---------- | -------------- | -------- |
| румунська  | 24013          | 94,9%    |
| циганська  | 796            | 3,1%     |
| угорська   | 440            | 1,7%     |
| німецька   | 39             | 0,2%     |
| російська  | 4              | < 0,1%   |
| українська | 1              | < 0,1%   |
| сербська   | 1              | < 0,1%   |
| хорватська | 1              | < 0,1%   |
| італійська | 1              | < 0,1%   |

Склад населення міста за віросповіданням:
| Релігія                                       | Кількість осіб | Відсоток |
| --------------------------------------------- | -------------- | -------- |
| православні                                   | 23975          | 94,8%    |
| римо-католики                                 | 543            | 2,1%     |
| п'ятдесятники                                 | 231            | 0,9%     |
| бретрени                                      | 131            | 0,5%     |
| реформати                                     | 123            | 0,5%     |
| греко-католики                                | 66             | 0,3%     |
| адвентисти                                    | 33             | 0,1%     |
| баптисти                                      | 25             | 0,1%     |
| лютерани (Синодально-пресвітеріанська церква) | 18             | 0,1%     |
| лютерани                                      | 17             | 0,1%     |
| не релігійні                                  | 7              | < 0,1%   |
| лютерани (Аугсбурзького сповідання)           | 6              | < 0,1%   |
| унітарії                                      | 5              | < 0,1%   |
| атеїсти                                       | 4              | < 0,1%   |
| не вказали релігію                            | 7              | < 0,1%   |

## Зовнішні посилання
- Дані про місто Зернешть на сайті Ghidul Primăriilor [Архівовано 6 липня 2009 у Wayback Machine.]